# 度量衡十進制委員會

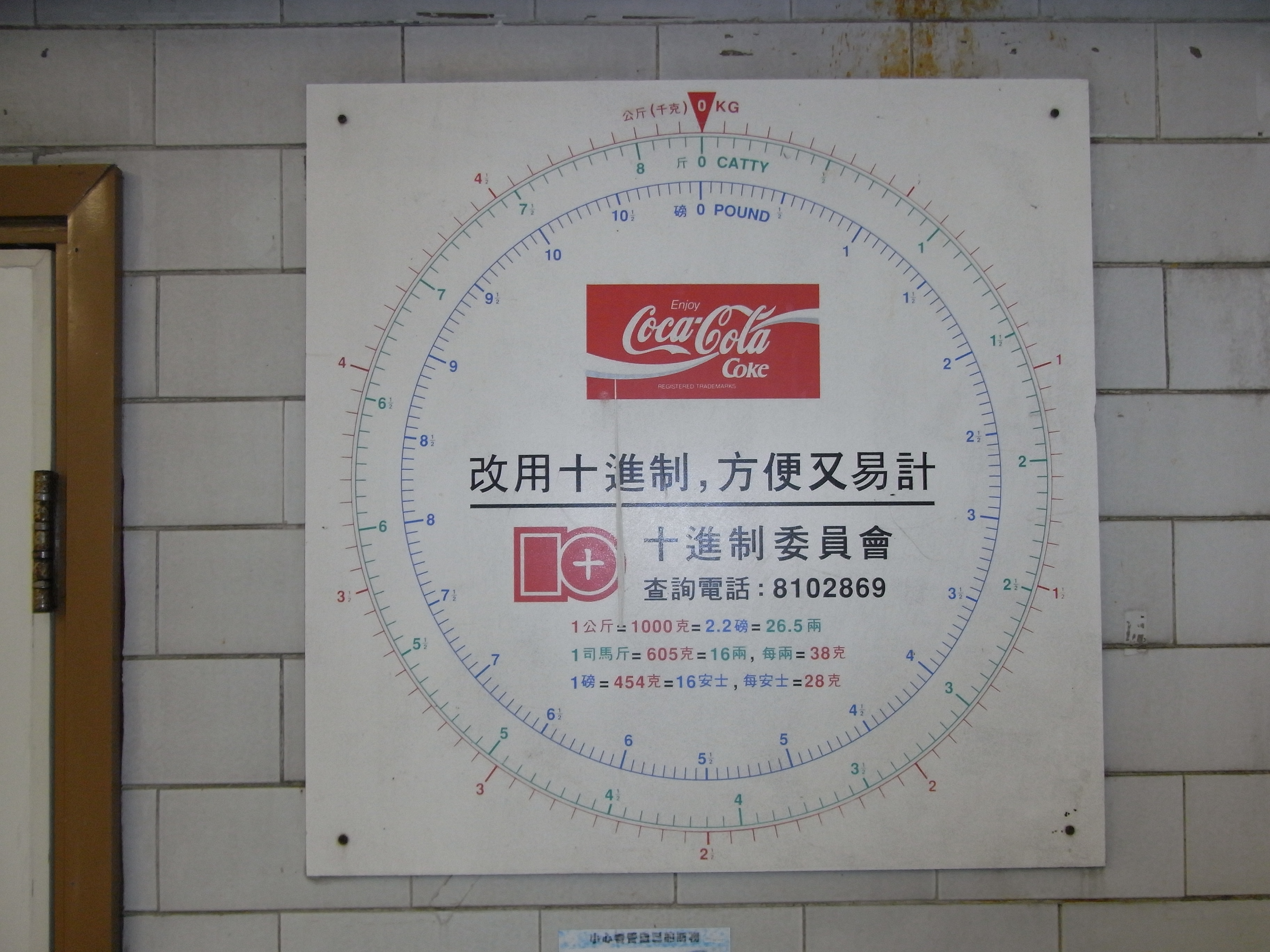
有關度量衡十進制的宣傳牌匾至今仍可在一些食環署街市內找到（攝於2012年4月上環市政大廈內）

度量衡十進制委員會（英語：Metrication Committee）是香港一個已解散的法定組織，由香港政府於1978年1月1日成立，成立目的是向香港市民推廣度量衡十進制，和鼓勵工商機構使用十進制，名義上該會在1990年代末任務完成，於1998年1月任期屆滿後解散。
實際上香港的度量衡仍然頗為混亂，消費者還未完全接受十進制，各行各業使用着各種度量衡。例如香港政府賣地一般使用十進制公頃計算土地面積。香港的建築師樓一般亦使用十進制如公尺及厘米設計樓宇，但地產商卻會於售樓時把所有資料轉換成舊英制的平方呎（英國早於1965年已棄用英制單位並改用十進制）。香港的街市、海味和中藥材店亦習慣使用中國傳統的庫平制如斤和兩。食品業亦依然使用舊英制的磅和安士作為重量計算單位。

## 外部鍵接
- 有關十進制的政府宣傳片